# 皮爾特洛·阿拉多里
皮爾特洛·阿拉多里（義大利語：Pietro Aradori，1988年12月9日—），意大利籃球運動員，現在效力於意大利籃球聯賽球隊威尼斯籃球俱樂部。他也代表意大利國家籃球隊參賽。